# 艾菲航空
艾菲航空（I-Fly）是一家俄罗斯包机航空公司，总部位于莫斯科，经营线路主要始发于伏努科沃国际机场。其所有的飞行业务都代表着俄罗斯游程承揽业——TEZ Tour。艾菲航空经营飞往中国大陆的航线，直飞目的地包括：沈阳、天津、西安、南昌、南京和太原。

## 机队
到2015年11月为止，艾菲航空的机队组成如下：
- 2架空客 A330-300
- 2架波音 757-200